# Terminator (genetica)
Een terminator is een gen dat gebruikt wordt bij de transcriptie van DNA naar RNA bij genexpressie. Het gen wordt niet afgelezen bij transcriptie.
Het duidt het einde aan tot waar het enzym RNA-polymerase transcriptie moet uitvoeren op het DNA. Als het RNA-polymerase een terminator leest, zal hij het mRNA loslaten en stoppen met transcriptie.